# Galaxie naine de la Carène
Pour les articles homonymes, voir Carène.
La galaxie naine de la Carène est une galaxie naine sphéroïdale qui fait partie de notre Groupe local. Elle fut découverte en 1977 par R. D. Cannon, T. G. Hawarden et S. B. Tritton.
À une distance de 330 000 années-lumière de notre système solaire, c’est une galaxie satellite de la Voie lactée relativement proche. Ses étoiles semblent un peu moins anciennes que celles des autres galaxies satellites, ce qui indiquerait qu’elle s’est formée plus récemment.